# خوزه اورتیز (بازیکن فوتبال)
خوزه اورتیز (انگلیسی: José Ortiz؛ زادهٔ ۴ اوت ۱۹۷۷) بازیکن سابق فوتبال اهل اسپانیا است که معمولا در پست هافبک تهاجمی بازی می‌کرد.